# 植物灣市

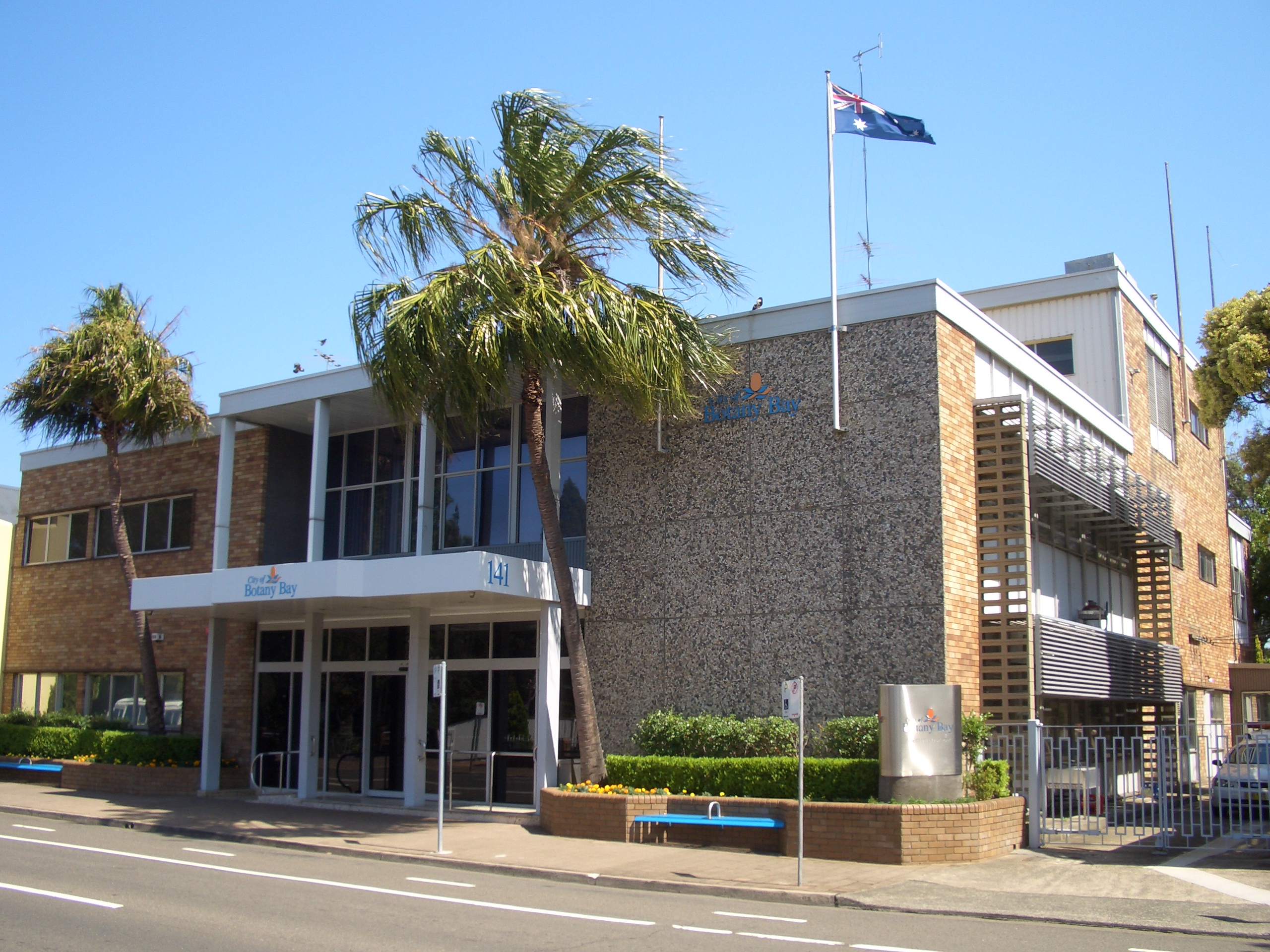
植物灣市政府行政大樓

植物灣市（英語：City of Botany Bay）是澳大利亞悉尼大都會內東南部的一個地方政府，距離雪梨中央商業區7公里；南部與植物灣比鄰。1996年未升格前為自治市。

## 人文
根據澳洲統計局的數據，植物灣市：
2006年6月30日有居民37,415人，為新南威爾斯州的第61大城；人口比例上，佔州內6,827,694居民的0.5%。

## 議會
植物灣市議會有議席6座，全市分3選區，各區選出議員2名代表市民和納稅人問政；市長為直選。

## 經濟
澳洲航空總部設於市內的203 Coward Street。區域線航空公司－東澳航空亦設於市內。

## 教育

### 公立學校
市民根據所居之市轄區而決定學童所須就讀的學校：
- Banksmeadow （页面存档备份，存于）
- Botany （页面存档备份，存于）
- Daceyville （页面存档备份，存于）
- Eastlakes （页面存档备份，存于）
- Mascot （页面存档备份，存于）
- Pagewood
- （页面存档备份，存于）J. J. Cahill高中
- John Brotchie護士學校 （页面存档备份，存于）

### 私立學校
- 聖泰瑞絲天主教會學校
- 聖伯納天主教會學校

## 其餘統計資料
根據2001年的統計數據，市內有居民35,897人（男：17,735，女：18,162）。其中原住民有558人（佔全市人口的1.6%，男女各有274人和284人）；東南亞裔和印度裔佔19.24%；中東裔與北美裔7.17%；南太平洋島裔2.72%。2001年，除了英語，市內最通用的語言是希臘語（7.4%）、華語（5.05%）和西班牙語（4.5%）。居民年齡逾15歲者，每週中位收入為澳幣$300至$399；49.8%的家庭有兒童；3.5%的居民是一個家庭以上同居一戶。

## 外部連結
- 植物灣市政府官方網站
- 2001年人口調查 （页面存档备份，存于）

33°56′S 151°12′E / 33.933°S 151.200°E